# Fritz Kraatz
Friedrich Hermann Heinrich „Fritz“ Kraatz (* 4. Februar 1906 in Davos; † 15. Januar 1992 in Zürich) war ein Schweizer Eishockeyspieler und -funktionär.   

## Karriere
Fritz Kraatz nahm für die Schweizer Nationalmannschaft an den Olympischen Winterspielen 1928 in St. Moritz teil, bei denen er mit seiner Mannschaft die Bronzemedaille gewann. Er selbst kam im Turnierverlauf in vier Spielen zum Einsatz. Zudem stand er im Aufgebot seines Landes bei den Europameisterschaften 1925 und 1926 sowie bei der Weltmeisterschaft 1930. Bei der EM 1925 und der WM 1930 gewann er mit seiner Mannschaft jeweils die Bronze-, bei der EM 1926 die Goldmedaille. 
Auf Klubebene spielte Kraatz von 1921 bis 1933 beim HC Davos in der Schweiz. Mit dem HCD gewann er sieben Meistertitel (1926, 1927, 1929, 1930, 1931, 1932 und 1933) und errang zwei Siege am Spengler Cup (1927 und 1933).
Von 1947 bis 1948 und von 1951 bis 1954 war Kraatz Präsident der Internationalen Eishockey-Föderation IIHF.

## Erfolge und Auszeichnungen
- 1925 Bronzemedaille bei der Europameisterschaft
- 1926 Goldmedaille bei der Europameisterschaft
- 1928 Bronzemedaille bei den Olympischen Winterspielen
- 1930 Bronzemedaille bei der Weltmeisterschaft